# فقيه لغوي
الفقيه اللغوي هو العالم المتخصص في فقه اللغة أي العلم الذي يحاول الكشف عن أسرار اللغة والوقوف على القوانين التي تسير عليها في حياتنا، ومعرفة سر تطورها، ودراسة ظواهرها المختلفة، دراسة تاريخية ووصفية. ويطلق عليه philology عند اللغويين الغرب. وهو علم بذلك يضم كل الدراسات اللغوية، التي تبحث في نشأة اللغة الإنسانية، واحتكاك اللغات المختلفة بعضها البعض، ونشأة اللغة الفصحى واللهجات، وأصوات اللغة، ودلالة الألفاظ وبنيتها، من النواحي التاريخية المقارنة والوصفية، والعلاقات النحوية بين المفردات، واختلاف الأساليب شعراً ونثراً وغير ذلك.

## فقهاء اللغة العرب وأبرز معاجمهم
كان الخليل بن أحمد الفراهيدي ومعجم العين المبوب بحسب المخارج الصوتية للحروف، في القرن الثاني الهجري، هو البلورة الحقيقية لمفهوم الظواهر اللغوية في اللغة العربية.
ثم استمر تطور هذا العلم فيما بعد على يد العلماء العرب كالكسائي وابن فارس وابن قتيبة والأنباري وثعلب من خلال رسائلهم وكتبهم التي تحدثوا فيها عن الظواهر اللغوية والدلالية في اللغة، إضافة إلى البحث اللغوي وتبيان فصاحة المفردة والحرف العربي وخصائصه، وعلم الأصوات، وعلم الدلالة، وتطور المعاني والدلالات، والاشتقاق، والمعاجم العربية، وغيرها مما يدخل في هذه المجالات.
واسم فقه اللغة قديم عند العرب، وإن لم يكن شاملًا لكل فروعه، التي نهتم بها الآن، في "فقه اللغة العربية"" ولدينا بهذا الاسم كتاب أبي منصور الثعالبي (المتوفى سنة 429هـ)، المسمّى: "فقه اللغة وسر العربية" وإن كان مجمله لا يعدو أن يكون معجما للغة العربية رتبه على حسب الموضوعات، تماما كما فعل من قبله أبو عبيد القاسم بن سلام (المتوفى سنة 224هـ) في كتابه: "الغريب المصنف في اللغة" وكما فعل في عصره ابن سيدة الأندلسي (المتوفى سنة 458هـ) في كتابه الضخم: "المخصص في اللغة".
ولدينا كتاب آخر اسمه: «الصاحبي في فقه اللغة وسنن العرب في كلامها» لأبي الحسين أحمد بن فارس بن زكريا (المتوفى سنة 395 هـ)، ضمنه كثيرا من مسائل فقه اللغة العربية، مثل نشأة اللغة، وخصائص اللسان العربي، واختلاف لغات العرب، ولغات العامة من العرب، والقياس والاشتقاق في اللغة العربية، وآثار الإسلام في اللغة العربية (وهذا الموضوع ألف فيه أبو حاتم الرازي كتابه: الزينة في الكلمات الإسلامية)، والمترادف، وحروف الهجاء العربية، وحروف المعنى، وأسماء الأشخاص ومأخذها، وغير ذلك، وقد ألف في الموضوع الأخير عبد الملك بن قريب الأصمعي (المتوفى سنة 216هـ) كتاب «اشتقاق الأسماء» وهو يحاول أن يعثر لكل اسم عربي من أسماء الأشخاص والقبائل على مأخذ يشتق منه من مواد اللغة العربية، وتابعه مجموعة من العلماء في هذا المسلك كـابن دريد الأزدي (المتوفى سنة 321هـ) في كتابه: الاشتقاق، وابي القاسم الزجاجي (المتوفى سنة 337هـ) في كتابه: اشتقاق أسماء الله.
ولابن فارس كتاب آخر اسمه «مقاييس اللغة» وهو معجم لألفاظ اللغة العربية، مرتب على الحروف الهجائية، إلى حد ما، وقد استحدث فيه بخلاف كافة المعاجم فكرتا «الأصول» و«النحت» وهما من صميم فقه اللغة.
لا تقتصر جهود علماء العربية في فقه اللغة، على ما ألفه الثعالبي وابن فارس، فقد كانت لأبرز العلماء حتى المشهورين بالتخصص في النحو والبلاغة، جهود أيضا في فقه اللغة، ومنهم مؤسس علم النحو العربي أبو الأسود الدؤلي، والخليل بن أحمد الفراهيدي واضع علم العروض، والجاحظ مؤسس النقد الأدبي، والأصمعي: وهو من أشهر رواة الشعر العربي، وسيبويه: صاحب الميراث الأشهر في علم النحو، والمبرد عالم البلاغة والنحو في العصر العباسي، والزمخشري صاحب «أساس البلاغة».
وإذا ما اتجهنا لفقه اللغة سنجد أسماء منها: ابن جني: وكان شديد الملاحظة في معاني اللغة وقد تناول الكثير من قضايا اللغة العربية التي تتعلق بأصول الألفاظ. وأعد الكثير من الكتب ومن أهمها كتاب فقه اللغة وكتاب «الخصائص»، وابن سيدة الأندلسي في «المخصص»، جلال الدين السيوطي الفقيه الديني واللغوي في «المزهر في علوم اللغة وأنواعها». ثم تطور الأمر لظهور كتب الفقه اللغوي الشهيرة في القرن العشرين.

## فقهاء اللغة الأوربيون ونشأة علم اللسانيات
بدأ الأوربيون اهتمامهم باللغات وعلم اللسانيات عن طريق الفلاسفة اليونانيّين ومعلمهم الأول أرسطو، فدرسوا العلاقة بين الأفعال والأشياء والأسماء، للتعرف على القواعد التي تحكمها وعلى أساسها تمّت صياغة مبادئ النحو، وفي القرن الثالث قبل الميلاد قاموا بتقسيم مفردات اللغة إلى عدة صيغٍ من الأسماء والأفعال المتعدّدة الأزمنة، وقاموا بتحديد أشكال الخطاب. وتوسّع الرومان في الشروحات التي وضعها فلاسفة اليونان في الأساليب اللغويّة ومجالات استخدامها، وفي القرن الرابع للميلاد فقام آليوس دوناس بصياغه عامّة للنحو اللاتينيّ، وقام بشرح تلك الصيغ اللغوية بريسكيان في القرن السادس للميلاد، وبقيت تلك القواعد على حالها حتى يومنا هذا.
في نهاية القرن الثامن عشر حدث تحول مهم في الدراسة اللغوية في أوروبا، فقد اكتشف السير وليم جونز وهو قاض إنكليزي في البنغال، في عام 1786 اللغة السنسكريتية وظهرت له علاقة وثيقة بين هذه اللغة واللغات الأوروبية الاساسية.
وعند ظهور هذا الاكتشاف، تحولت انظار علماء اللغة الاوربيين إلى اللغة السنسكريتية وإلى وجوه الصلة بينها وبين لغاتهم، فبدأ الدرس اللغوي الحقيقي الحديث في القرن التاسع عشر، ولكن هذا الدرس اتخذ الطابع التاريخي المقارن، حتى صار هذا القرن يسمى قرن التاريخ اللغوي المقارن.
ومما ساعد علماء اللغة الاوروبيين على بحوثهم واتاح لهم معرفة المزيد من الحقائق عن الظاهرة اللغوية، ان القرن التاسع عشر شهد كذلك ترجمة الأعمال اللغوية الهندية التي اتصلت باللغة السنسكريتية إلى اللغة الإنجليزية.
ومن أهم علماء اللغة في أوروبا منذ اواخر القرن الثامن عشر وخلال القرن التاسع عشر:
1. العالم الألماني فردريك وولف الذي يعد أول من استعمل مصطلح (الفيلولوجي) وكان يعني عنده علم دراسة النصوص القديمة.
2. وليم جونز الإنكليزي الذي اكتشف اللغة السنسكريتية عام 1786 واعلى الصلة المؤكدة بينها وبين اللغات الأوروبية.
3. شيلجل العالم الألماني الذي قرر في كتاب له نشر في عام 1808 ان الوسيلة الوحيدة في اثبات الصلة بين افراد مجموعة لغوية هو الشبه في نحوها وتراكيبها وليس في الالفاض المشتركة بينها.
4. العالم الألماني جريم المتوفى 1863، وقد انصرف إلى دراسة تقابلات الاصوات بين اللغات الجرمانية وغيرها من اللغات الهنداوروبية، مستنبطا بذلك قوانين صوتية تتحكم في هذا التقابل، سميت قوانين جريم
5. العالم الاميركي وتني المتوفى عام 1894، وكان متخصصا باللغة السنسكريتية.

في هذه المرحلة نشأ علم الأصوات اللغوية وعلم اللغة المقارن الذي يبحث في تفرع اللغات عن اصل واحد ومقارنة بعضها ببعض لظهور المنهج التاريخي الذي انتقل من مقارنة اللغات المجتمعة في اسرة واحدة بعضها ببعض إلى دراسة ظواهر كل لغة على حدة وتتبع تطورها عبر مراحل التاريخ.

## فقهاء اللغة في القرن العشرين
ومن أعلام فقهاء اللغة في القرن العشرين:
1. سوسير اللغوي السويسري المتوفى عام 1913، وهو الذي عرف بالمنهج الوصفي الذي ساد أوروبا واميركا واجزاء أخرى من العالم ومنها البلاد العربية.
2. هنري سويت المتوفى عام 1912 وكان اهتمامه منصبا على الاصوات اللغوية وله كتاب (الموجز في علم الاصوات اللغوية)
3. دانيال جونز وقد اهتم بالاصوات اللغوية أيضا ولاسيما نظرية (الفونيم) والعلامة فيرث المتوفى عام 1960، وقد تخرج على يديه معظم اساتذة اللغة في مصر.
4. رومان ياكوبسن الذي ولد في موسكو عام 1896، وعمل استاذا في براغ بين عامي 1933 و1939.وعمل في بعض الجامعات الأوروبية ثم ارتحل إلى اميركا وقد اهتم بعلم (الفونولوجي) وعلم النحو وتطور لغة الأطفال ولعل اخر كتاب له هو (الصوت والمعنى).
5. بلومفيلد المتوفى عام 1949، ويعد كتابه (اللغة) بمثابة الإنجيل في علم اللغة الاميركي
6. ادوار سابير المتوفى عام 1939 وله أيضا كتاب مهم هو (اللغة- مقدمة لدراسة الكلام) [8]